# Cirkus Muller
Cirkus Muller är en biografi över den nederländske affärsmannen Victor Muller. Boken täcker hela Mullers liv, men fokuserar på tiden med sportbilstillverkaren Spyker och köpet av Saab. Författare är TV4-journalisten Jens B Nordström. Boken, som publicerades 2011, är utgiven på Ekerlids Förlag. Boken har fått goda recensioner av flera motorjournalister, bland annat DN:s Lasse Swärd och Aftonbladets Robert Collin.